# Не залишаючи слідів
Не залишаючи слідів (фр. Sans laisser de traces) — кінофільм режисера Грегуара Віньєрона, який вийшов на екрани в 2010 році.

## Зміст
Етьєн скоро повинен успадкувати від тестя його компанію, що виробляє засоби для чищення, але одна зустріч з другом дитинства, Патріком, все змінює. Етьєн зізнається, що 12 років тому вкрав у одного хіміка формулу, завдяки якій його кар'єрне зростання прискорилося в рази. Патрік радить Етьєну знайти цього хіміка і винагородити його за заслугами. Все ускладнюється після того, як Патрік вбиває хіміка.

## Ролі
| Актор                  | Роль |
| ---------------------- | ---- |
| Бенуа Мажимель         |      |
| Леа Сейду              | Флер |
| Франсуа-Ксав'є Демезон |      |
| Жулі Гає               |      |
| Жан-Марі Вінлін        |      |

## Знімальна група
- Режисер — Грегуар Віньєрон
- Сценарист — Лоран Тірар, Грегуар Віньєрон
- Продюсер — Женев'єва Лемаль
- Композитор — Крістоф Лапінта